# Cantonul Saint-Benoît-2
Cantonul Saint-Benoît-2 este un canton din arondismentul Saint-Benoît, Réunion, Franța.